# Arturo Bernstein
Arturo Herman Bernstein ( Petrópolis, Brasil, 17 de noviembre de 1882 – Buenos Aires, Argentina, 20 de septiembre de 1935 ) que era más conocido como Arturo Bernstein o El Alemán, fue un bandoneonista, compositor y director de orquesta dedicado al género del tango.

## Actividad profesional
Era hijo de los alemanes Adolfo Bernstein y Augusta Cosbab, que se radicaron en Argentina donde nació su hermano Luis Bernstein. Sin haber hecho estudios musicales formales, además de  tocar piano, violín y guitarra fue uno de los primeros intérpretes de bandoneón en Argentina. Con el tiempo no solamente tocaba siguiendo estrictamente la partitura sino que incluso enseñaba en su propia academia.
Comenzó su carrera de ejecutante tocando con éxito trozos de música clásica y de ópera y luego se volcó al tango. Hacia 1903 hizo su debut profesional con improvisado conjunto en el Café Royal, ubicado la calle Necochea 1221, más conocido por Café del Griego, en el barrio de La Boca. En 1907 se casó con Catalina María Rayn, de nacionalidad inglesa, con la que tuvo cuatro hijas.
Luego trabajó en la fábrica de galetitas Bagley Argentina, de la que fue despedido por un conflicto gremial motivó su despido, y después como litógrafo. Otros locales en los que actuó fueron Café La Marina, Café El Caburé, Café El Parque, Café T.V.O. y Café La Morocha.
Con su hermano el guitarrista Luis Bernstein, el violinista Vicente Pepe y el flautista Ventosa Pita  grabaron para el sello Atlanta. En 1915 actuó en los salones de Unione e Benevolenza, Fratellanza, Cavour, Gato Negro, cabaré Tabarís, Palais de Glace y en el aristocrático Plaza Hotel. En 1920 trabajó en el Bar Victoria, de ciudad de Córdoba en un cuarteto que completaban el bandoneonista Ciriaco Ortiz, el violinista Tito Roccatagliata y el pianista Juan Carlos Cobián. 
En su casa de la calle Herrera, en el barrio de Barracas instaló una célebre academia entre cuyos muchos alumnos se encontraron Carlos Marcucci y Federico Scorticati; la academia tuvo un traslado a la ciudad de Lanús que quedó sin efecto al no concurrir alumnos. En 1935 trabajó por última vez por LS6 Radio Del Pueblo en un conjunto dirigido por Enrique Saborido en el cual al bandoneón de Bernstein se agregaban, entre otros veteranos ejecutantes, las guitarras de Maximiliano y Moresio, la flauta de Vicente Pecci y el violín de Vicente Pepe.
El 20 de septiembre de 1935 falleció debido a una hemorragia cerebral  en su domicilio de la calle Herrera 1216 de Buenos Aires.

## Labor como compositor
No fueron muchas las obras que compuso, entre las que pueden citarse el vals Amor ideal, el pasodoble Plus Ultra y los tangos La carambola, ¡Celos!..., La gaita, Mala suerte, No hay partido sin revancha, Pangaré y Rama caída. 

## Valoración y homenaje
Era de carácter bonachón y generoso, no se preocupaba del aspecto económico al enseñar. El 15 de octubre de 1935 se realizó en el Cine Teatro Güemes (Avda. Montes de Oca 972) un festival artístico cuya recaudación era a total beneficio de sus familiares en el que actuaron entre otros conocidos artistas y charlistas, Francisco Canaro, Osvaldo Fresedo, Edgardo Donato, Marcos Ramírez, Carlos Marcucci, Ernesto Famá, Andrés Falgás, Oscar Ugarte, Teófilo Ibáñez, Juan José de Soiza Reilly, Fanny Loy, Ciriaco Ortiz y Daniel Álvarez.